# 呼叫樂團
呼叫樂團（英語：The Calling）是一隊美國的流行搖滾樂團，來自加州洛杉磯。主唱艾力克斯·班德
和主音吉他手Aaron Kamin是樂團的重心成員。樂團於2005年解散。

## 歷史
樂團於1999年成軍，主要人物是主唱Alex Band和主音吉他手Aaron Kamin，第一張大碟的灌錄從1999年到2001年，途中 Sean Woolstenhulme (結他手)，Billy Mohler (貝斯手)與 Nate Wood (鼓手)分別加入樂團。第一張大碟《Camino Palmero》於2001年7月正式發售並迅速取得人氣。於2002年MTV歐洲音樂大獎樂團取得年度最佳新人的殊榮。
2002年6月Sean Woolstenhulme離開樂團，其後 Billy Mohler 與 Nate Wood 亦於兩個月後離團，樂團變回以 Alex 和 Aaron 為中心。至2003年 Billy Mohler 及 Nate Wood 因巡迴表演酬勞和唱片分紅問題起訴樂團，而樂團經理人則發出聲明表示兩人並非樂團正式成員而不獲分紅。
2004年樂隊推出第二張大碟《TWO》，並繼續巡迴演出。大碟中的單曲《For you》是電影夜魔俠的插曲。《Our Lives》則是2004年夏季奧運會的閉幕歌曲。另一支單曲《Anything》最特別的地方是找來了 Alex 當時的妻子 Jennifer Sky 擔當MTV的女主角。
2005年7月樂隊在加州舉行最後一場表演後宣佈無限期暫休。Alex 開始個人發展。

## 樂隊成員

### 現任成員
- Alex Band (主唱)
- Aaron Kamin (吉他手)

### 前成員
- Sean Woolstenhulme (吉他手)
- Billy Mohler (貝斯手)
- Nate Wood (鼓手)
- Dino Meneghin (吉他手)

## 發行唱片
- Camino Palmero (2001) , 全球發行量 500 萬
- TWO (2004) , 全球發行量 150 萬

## 外部連結
- The Calling official website（页面存档备份，存于）
- Alex Band official website（页面存档备份，存于）
- Alex Band official fan site